# Het Meer (Heerenveen)
Het Meer (Fries: It Mar) is een woonwijk (postcode 8448) in Heerenveen, in de Nederlandse provincie Friesland. De wijk telt circa 800 inwoners.

## Geschiedenis
Het Meer was vroeger de lintbebouwing langs de Schoterlandse Compagnonsvaart tussen Heerenveen en De Knipe in de voormalige gemeente Schoterland. Het is sinds 1951 een buurtschap en straatnaam van Heerenveen. Er stond tot 1841 een rooms-katholieke parochiekerk. De huidige kerk (vierde) is de Heilige Geestkerk in het centrum van Heerenveen. In 1755 werd voor Het Meer Huize Voormeer gebouwd. Door Het Meer liep de Schoterlandse Compagnonsvaart. Helemaal aan het eind van Het Meer woonde en werkte van mei 1909 tot oktober 1915 de jonggestorven kunstschilder Jan Mankes (1889-1920).
In 2004 werd een belangengroep opgericht omdat aan de zuidzijde de nieuwbouwwijk Skoatterwâld werd gebouwd, die een bedreiging leek te vormen voor Het Meer.

## Geboren
- Foeke Kuipers (1871-1954), Nederlands architect

Akkers · 
De Greiden · 
Het Meer · 
Nijehaske · 
Skoatterwâld